# Junior (Wirginia Zachodnia)
Junior – miasto w Stanach Zjednoczonych, w stanie Wirginia Zachodnia, w hrabstwie Barbour.